# Греческое чудо

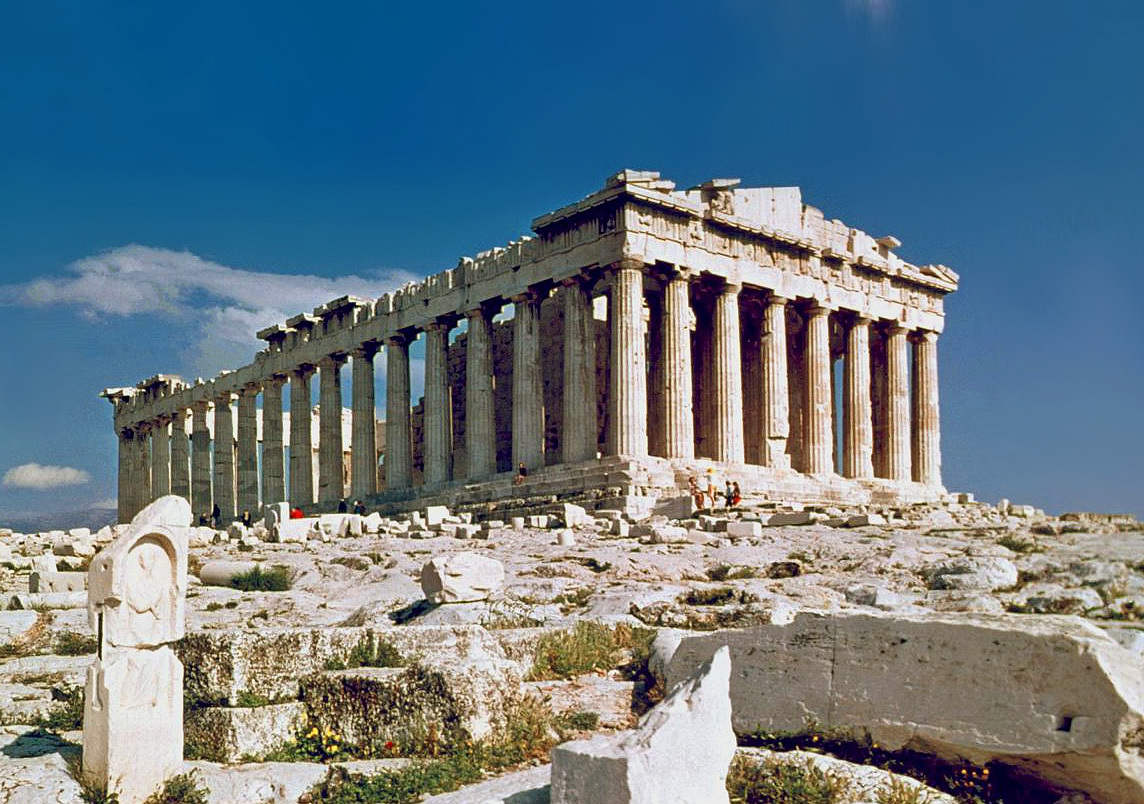
Парфенон

«Греческое чудо» — именование экстраординарных достижений интеллектуального, общественного и культурного характера в Древней Греции, произведенных в так называемый «Периклов век» (Fifth-century Athens) Афинской архэ (державы, империи), послужившей им основой. Тогда произошло создание философии досократиков, строительство Парфенона в Афинах, появление глубоко инновационных исторических и литературных произведений (Эсхил, Гекатей Милетский, Геродот, Софокл, Еврипид и др.). Выражение ввел в обиход в 1883 году Эрнест Ренан. «Уникальным расцветом искусства, философии и науки между шестым и четвертым веками до нашей эры в Греции и Западной Анатолии» указывает «греческое чудо» исследовательница Rebecca Futo Kennedy.
«Почти внезапное возникновение и стремительное развитие такой философии, которая дала могучий толчок всему дальнейшему интеллектуальному прогрессу», — так характеризовал «греческое чудо» проф. Г. Н. Волков.
Исследовательской проблемой является объяснение причин «древнегреческого чуда». Д-р Lee Pearcy указывает его как становление нового вида, способа мышления. Послужившими тому он указывает средоточие в одном месте и времени алфавитной грамотности, чеканки монет, колонизации, доступа к более старшим и богатым культурам в Египте и на Ближнем Востоке. «Абстрактный, непрерывный, прогрессивный образ мышления ионийцев открывает дверь, которая ведет к современной науке», — отмечает Lee Pearcy.
Согласно И. Сурикову, главную роль в становлении греческого чуда сыграли два фактора: агональный дух эллинов плюс общественная престижность творческой деятельности. Причём Суриков особо акцентирует именно интеллектуальный характер для последней.
Рэндалл Коллинз отмечал: "Древнегреческая цивилизация занимает важное место в истории западной мысли потому, что именно здесь впервые возникает достаточно оформленное интеллектуальное сообщество, независимое от религии и государства".